# Чемпіонат СРСР з футболу 1977: друга зона другої ліги
Чемпіонат УРСР з футболу 1977 — 7-й турнір серед команд української зони другої ліги. Тривав з 3 квітня по 27 жовтня 1977 року.

## Огляд
У порівнянні з минулим сезоном кількість учасників збільшилася на три команди. У першості було забито 1103 м'ячів у 506 зустрічах. Це в середньому 2,18 на гру.
Вперше в історії чемпіонатів УРСР серед команд другої ліги переможцем став одеський СКА (старший тренер — Віктор Шемельов). Клуб з Одеси отримав і «Рубіновий кубок» газети «Молодь України», приз для найрезультативнішої команди чемпіонату (85 забитих м'ячів).
Срібні і бронзові нагороди отримали відповідно київський СКА (старший тренер — Юрій Войнов) та нікопольський «Колос» (старший тренер — Володимир Ємець).
Найвлучнішими гравцями турніру стали футболісти армійських команд  з Києва (Микола Пінчук) і Львова (Сергій Шмундяк). У першості вони забил по 20 м'ячів. На два голи менше провів ще один киянин — Олександр Довбій.

## Підсумкова таблиця
| Місце | Команда                    | В  | Н  | П  | М'ячі | О  |
| ----- | -------------------------- | -- | -- | -- | ----- | -- |
| 1     | СКА (Одеса)                | 31 | 6  | 7  | 85—31 | 68 |
| 2     | СКА (Київ)                 | 26 | 11 | 7  | 63—32 | 63 |
| 3     | «Колос» (Нікополь)         | 25 | 12 | 7  | 72—35 | 62 |
| 4     | «Металіст» (Харків)        | 22 | 16 | 6  | 59—24 | 60 |
| 5     | «Зірка» (Кіровоград)       | 21 | 15 | 8  | 52—27 | 57 |
| 6     | «Говерла» (Ужгород)        | 20 | 15 | 9  | 51—32 | 55 |
| 7     | «Кристал» (Херсон)         | 20 | 12 | 12 | 54—40 | 52 |
| 8     | «Спартак» (Житомир)        | 18 | 14 | 12 | 51—34 | 50 |
| 9     | «Буковина» (Чернівці)      | 19 | 11 | 14 | 46—29 | 49 |
| 10    | СКА (Львів)                | 16 | 16 | 12 | 61—43 | 48 |
| 11    | «Суднобудівник» (Миколаїв) | 16 | 13 | 15 | 55—52 | 45 |
| 12    | «Новатор» (Жданов)         | 17 | 10 | 17 | 53—57 | 44 |
| 13    | «Атлантика» (Севастополь)  | 15 | 11 | 18 | 49—46 | 41 |
| 14    | «Десна» (Чернігів)         | 11 | 16 | 17 | 34—42 | 38 |
| 15    | «Локомотив» (Вінниця)      | 14 | 8  | 22 | 47—70 | 36 |
| 16    | «Хвиля» (Хмельницький)     | 10 | 15 | 19 | 33—50 | 35 |
| 17    | «Фрунзенець» (Суми)        | 13 | 7  | 24 | 35—56 | 33 |
| 18    | «Сперанца» (Дрокія)        | 12 | 9  | 23 | 43—73 | 33 |
| 19    | «Торпедо» (Луцьк)          | 12 | 8  | 24 | 35—70 | 32 |
| 20    | «Авангард» (Рівне)         | 8  | 14 | 22 | 31—64 | 30 |
| 21    | «Колос» (Полтава)          | 10 | 8  | 26 | 36—64 | 28 |
| 22    | «Шахтар» (Горлівка)        | 9  | 9  | 26 | 32—63 | 27 |
| 23    | «Дніпро» (Черкаси)         | 8  | 10 | 26 | 26—69 | 26 |

## Результати
```
                 1   2   3   4   5   6   7   8   9   10  11  12  13  14  15  16  17  18  19  20  21  22  23   
1.СКА (Одеса)    xxx 0-0 3-1 0-0 1-0 2-1 1-0 1-0 1-0 3-1 3-0 3-1 4-0 5-1 4-2 4-1 2-0 4-0 4-0 4-1 4-0 4-0 1-0  
2.СКА (Київ)     1-3 xxx 1-0 0-1 0-2 1-0 4-1 2-0 1-0 3-2 2-0 2-2 2-1 1-0 2-1 1-0 2-0 3-1 2-0 5-0 3-2 2-1 1-0  
3.Колос (Н)      1-0 2-2 xxx 2-0 3-1 2-1 2-0 4-1 0-0 6-1 0-0 1-0 1-0 1-0 1-0 1-0 4-2 5-0 2-0 0-0 2-0 1-2 5-3  
4.Металіст       1-0 2-1 0-0 xxx 1-1 2-0 1-1 0-2 3-1 2-0 0-0 3-0 1-0 2-0 2-0 2-0 2-1 1-1 2-0 2-0 3-0 3-0 5-0  
5.Зірка          3-1 0-0 2-0 1-0 xxx 0-0 0-0 1-0 2-1 2-0 1-0 2-0 1-0 2-0 1-1 0-0 4-1 0-0 3-1 2-0 2-0 1-0 1-1  
6.Говерла        2-2 1-2 1-1 1-3 1-0 xxx 2-0 0-0 1-0 1-0 1-0 3-1 2-1 1-0 1-0 2-1 0-0 2-0 1-0 4-0 3-0 2-1 3-0  
7.Кристал        0-0 2-2 1-0 3-0 1-0 2-1 xxx 0-0 1-0 2-0 2-0 1-1 0-1 0-0 4-0 2-1 2-0 3-1 6-0 3-1 1-0 1-0 2-0  
8.Спартак        0-1 0-0 2-2 0-0 1-0 0-1 1-0 xxx 1-0 1-1 2-0 4-0 1-0 2-1 0-1 0-0 3-0 2-0 4-0 1-0 3-1 1-0 4-1  
9.Буковина       0-1 0-2 2-0 1-0 1-1 1-1 2-0 0-0 xxx 2-1 0-1 1-0 1-0 0-0 4-0 2-1 4-0 1-0 0-0 4-0 1-0 4-0 2-1  
10.СКА (Львів)   1-0 1-1 0-0 0-0 0-0 0-1 1-2 2-1 1-0 xxx 4-0 6-2 3-1 4-0 1-1 0-0 2-1 1-1 1-1 2-2 4-0 0-0 4-0  
11.Суднобудівник 2-1 0-0 3-2 0-0 2-1 1-0 0-2 4-2 0-2 2-0 xxx 2-3 0-2 1-1 3-0 1-1 1-0 3-1 4-1 2-1 1-2 6-2 5-0  
12.Новатор       0-2 1-0 2-2 2-2 2-1 1-1 3-0 1-1 1-1 0-2 0-0 xxx 1-0 1-0 2-1 4-0 2-1 5-1 1-0 2-0 0-0 1-0 2-0  
13.Атлантика     2-1 0-2 0-1 2-2 0-1 1-1 3-3 1-1 2-0 0-0 2-2 0-1 xxx 0-0 4-4 1-0 1-0 5-0 2-0 2-0 2-0 5-1 1-2  
14.Десна         1-2 1-1 0-0 1-1 1-1 0-0 0-0 1-0 1-1 0-1 3-0 1-0 0-2 xxx 2-1 0-1 3-0 3-0 1-0 1-1 3-1 0-0 2-0  
15.Локомотив     0-1 1-1 1-3 0-0 0-0 0-2 2-0 1-3 1-1 0-3 1-2 2-1 2-0 3-0 xxx 1-0 3-1 3-1 4-0 1-1 2-1 1-0 2-0  
16.Хвиля         0-1 2-2 0-1 1-1 1-0 3-0 2-2 2-1 2-0 0-0 0-0 1-1 1-0 1-1 0-1 xxx 0-1 1-1 1-0 0-1 1-2 1-0 1-1  
17.Фрунзенець    1-2 0-1 0-2 0-1 0-2 1-1 2-0 1-1 0-0 1-0 1-1 0-1 0-1 2-1 2-0 2-0 xxx 1-2 2-0 1-0 1-0 2-0 1-0  
18.Сперанца      2-0 0-1 2-3 0-2 3-3 1-3 0-0 2-1 0-1 3-5 1-0 0-1 0-1 0-0 4-1 0-0 1-0 xxx 2-1 1-0 1-0 5-0 3-2  
19.Торпедо (Л)   0-2 1-0 1-5 1-0 1-1 0-0 0-1 2-2 0-0 1-1 1-4 2-0 0-1 0-2 3-0 3-0 1-0 2-1 xxx 3-1 3-1 2-0 2-0  
20.Авангард      2-3 0-2 0-1 0-0 1-1 0-0 2-2 0-1 0-1 0-3 0-0 2-1 0-0 0-0 1-0 2-2 2-2 0-1 4-0 xxx 2-0 1-0 1-0  
21.Колос (П)     1-2 0-1 0-0 1-1 1-2 1-1 2-0 0-1 0-2 0-0 1-1 2-1 3-1 1-0 2-0 1-2 0-2 0-0 1-2 4-1 xxx 2-0 2-0  
22.Шахтар (Г)    1-1 0-1 1-1 0-3 0-1 1-1 0-1 0-0 0-1 0-0 3-1 1-0 1-1 1-2 5-0 4-0 0-1 2-0 1-0 0-0 2-1 xxx 2-0  
23.Дніпро        1-1 1-0 0-1 0-2 0-2 0-0 2-0 0-0 2-1 0-2 0-0 3-2 0-0 1-0 1-2 0-2 1-1 1-0 0-0 0-1 0-0 2-0 xxx
```

## Бомбардири
Найкращі голеадори чемпіонату УРСР:
| Футболіст              | Команда                    | Голи |
| ---------------------- | -------------------------- | ---- |
| Микола Пінчук          | СКА (Київ)                 | 20   |
| Сергій Шмундяк         | СКА (Львів)                | 20   |
| Олександр Довбій       | СКА (Київ)                 | 18   |
| Володимир Науменко     | «Атлантика» (Севастополь)  | 16   |
| Анатолій Дорошенко     | СКА (Одеса)                | 14   |
| Ігор Іваненко          | СКА (Одеса)                | 14   |
| Станіслав Берников     | «Металіст» (Харків)        | 14   |
| Нодар Бачіашвілі       | «Торпедо» (Луцьк)          | 14   |
| Володимир Малий        | СКА (Одеса)                | 13   |
| Павло Басов            | «Колос» (Нікополь)         | 13   |
| Валентин Прилепський   | «Колос» (Нікополь)         | 13   |
| Володимир Новаківський | «Зірка» (Кіровоград)       | 13   |
| Володимир Андрієвський | «Кристал» (Херсон)         | 13   |
| Валентин Дзіоба        | «Новатор» (Жданов)         | 13   |
| Федір Матюшевський     | «Новатор» (Жданов)         | 13   |
| Анатолій Шидловський   | «Локомотив» (Вінниця)      | 13   |
| Володимир Нечаєв       | СКА (Одеса)                | 12   |
| Олександр Муха         | СКА (Одеса)                | 12   |
| Євген Наумов           | «Спартак» (Житомир)        | 12   |
| Іван Гамалій           | СКА (Львів)                | 12   |
| Олександр Барков       | «Суднобудівник» (Миколаїв) | 12   |
| Володимир Лінке        | «Металіст» (Харків)        | 11   |
| Богдан Мороз           | «Зірка» (Кіровоград)       | 11   |
| Федір Розгоні          | «Говерла» (Ужгород)        | 11   |
| Роман Давид            | «Металіст» (Харків)        | 10   |
| Євген Михайлюк         | «Буковина» (Чернівці)      | 10   |
| Володимир Атаманюк     | «Новатор» (Жданов)         | 10   |
| Валерій Петров         | «Атлантика» (Севастополь)  | 10   |
| Михайло Завальнюк      | «Хвиля» (Хмельницький)     | 10   |
| Володимир Родіонов     | «Дніпро» (Черкаси)         | 10   |

## Призери
| 1. СКА (Одеса) |
| Воротарі: Олексій Нефьодов (45), Валерій Іванов (2). Захисники: Сергій Павленко (41, 1), Володимир Нечаєв (43, 12), Ігор Буланкін (42, 3), Мераб Ніколайшвілі (39), Михайло Жуков (16), Леонід Ніколаєнко (14, 1), Петро Чілібі (9), Віктор Попчук (5). Півзахисники: Сергій Марусин (43, 8), Анатолій Дорошенко (42, 14), Леонід Малий (41, 7), Сергій Бондар (34, 2), Леонід Барановський (14), Володимир Михалевський (4). Нападники: Ігор Іваненко (41, 17), Володимир Малий (44, 13), Олександр Муха (39, 12), Леонід Рофман (5), Володимир Богданов (4). Старший тренер — Володимир Шемельов, начальник команди — Валентин Герасимов, тренер — Володимир Галицький. |
| 2. СКА (Київ) |
| Воротарі: Леонід Шмуц (33), Віктор Бондаренко (17). Захисники: Сергій Простимкін (42, 3), Юрій Смирнов (41, 3), Володимир Іващенко (23), Микола Артюх (20), Володимир Юрецький (20), Володимир Григор'єв (19. 4), Олексій Варнавський (18), Володимир Штурмін (2). Півзахисники: Володимир Казаков (44, 2), Олександр Пряжников (43, 1), Анатолій Кудя (40, 6), Анатолій Марченко (38, 1), Борис Шуршин (25, 2), Олег Москаленко (2), Віктор Бакум (1), Володимир Синельник (1), Олександр Кострицький (1). Нападники: Олександр Довбій (44, 18), Микола Пінчук (40, 20), Володимир Булгаков (35, 2), Володимир Лабенок (8), Володимир Жилін (6, 1), Михайло Горбатюк (1), Олександр Котляров (1), Володимир Попов (1). Старший тренер — Юрій Войнов, начальник команди — Орест Капко, тренер — Анатолій Молотай. |
| 3. «Колос» (Нікополь) |
| Воротарі: Валентин Вязовський (42), Олександр Сіденко (11). Захисники: Петро Найда (44, 7), Віктор Бульба (43), Микола Пелипенко (43), Василь Зеленський (32, 5), Ігор Ємець (13), Сергій Галицький (6), Анатолій Зюзь (4), Микола Юр (2). Півзахисники: Сергій Бритченко (44, 4), Станіслав Чумак (42, 2), Валерій Антонюк (41, 6), Євген Усенко (30, 5), Михайло Коноваленко (20, 2), Олександр Казанцев (18), Ігор Васильєв (3). Нападники: Павло Басов (43, 13), Валентин Прилепський (26, 13), Георгій Колядюк (19, 6), Анатолій Мельников (18, 8), Геннадій Горшков (16), Микола Мандриченко (8), В'ячеслав Єгорович (4, 1), Микола Куличенков (2), Сергій Зеленський (1). Старший тренер — Володимир Ємець, начальник команди — Геннадій Жиздик, тренер — Євген Кучеревський.                              |

## Перехідні матчі
- СКА (Одеса) — «Спартак» (Семипалатинськ) 3:0, 2:2

## Фінальний турнір КФК
| Місце | Команда                   | В | Н | П | М'ячі | О |
| ----- | ------------------------- | - | - | - | ----- | - |
| 1     | «Прилад» (Мукачеве)       | 3 | 1 | 0 | 7—1   | 7 |
| 2     | «Титан» (Армянськ)        | 2 | 2 | 0 | 5—3   | 6 |
| 3     | «Буревісник» (Тернопіль)  | 2 | 1 | 1 | 7—3   | 5 |
| 4     | «Шахтобудівник» (Донецьк) | 0 | 1 | 3 | 3—8   | 1 |
| 5     | «Схід» (Київ)             | 0 | 1 | 3 | 2—3   | 1 |